# Блус Проджект
Блус Проджект (на английски: The Blues Project) е американска музикална група. Произлиза от Гринуич Вилидж, квартал в Ню Йорк, и просъществува от 1965 до 1967 година. В песните им се усещат разнообразни стилове, като главно са запомнени като едни от първите износители на психеделичния рок, както и като едни от първите джем банди, заедно с Грейтфул Дед.
През 1964 г. Илектра Рекърдс прави компилационен албум под името The Blues Project ('Блусарски проект'), в който участват редица бели музиканти. Те са част от сцената на Гринуич Вилидж и свирят акустичен блус по маниера на черните музиканти. Един от музикантите в албума е млад китарист на име Дени Келб, който получава 75 долара за двете си песни. По-късно Келб се отказва от акустичната китара, за да я замени с електрическа. С пристигането на Бийтълс в САЩ се слага край на движението за фолк и акустичен блус, което е влиятелно в страната в началото на 60-те години.